# Inburgeringsexamen buitenland
Het Nederlandse inburgeringsexamen buitenland is het basisexamen inburgering dat door iedere vreemdeling van 18 tot 65 jaar die langer dan drie maanden naar Nederland wil komen moet worden afgelegd. Het toetst basiskennis van de Nederlandse taal en samenleving. Een wetsvoorstel hiertoe is in 2006 van kracht geworden. Het maakt deel uit van de Wet Inburgering.

## Verplicht
Veel vreemdelingen die een gezin wil vormen met iemand in Nederland of zich wil herenigen met familieleden die al in Nederland wonen hebben de verplichting het examen met goed gevolg af te leggen. Een bewijs dat het examen is gehaald is een van de voorwaarden om een machtiging tot voorlopig verblijf (MVV) aan te kunnen vragen. Dit is een visum dat men nodig heeft om Nederland in te reizen. Indien er in het eigen land geen Nederlandse ambassade is, kan men het examen in een buurland afleggen.
Een volledig "inburgeringstraject" bestaat uit een gedeelte in het land van herkomst en een gedeelte in Nederland. Het basisexamen inburgering mag dan ook niet verward worden met het inburgeringsexamen dat in Nederland wordt afgenomen. Beide examens dienen succesvol te worden afgesloten om volledig aan de inburgeringsplicht te hebben voldaan.

## Basisexamen inburgering
Het examen bestaat uit de volgende drie delen:
- Kennis van de Nederlandse samenleving; dit onderdeel bestaat uit dertig vragen die gaan over de film Naar Nederland. De vragen zijn in het Nederlands en men moet in het Nederlands antwoorden.
- Spreekvaardigheid A1.
- Leesvaardigheid A1.

Per 1 april 2011 is het examen zwaarder gemaakt, er is een leestest aan toegevoegd. Per 1 december 2014 is het examen opnieuw veranderd, de oorspronkelijke Toets Gesproken Nederlands is afgeschaft en vervangen door een andere spreektoets waarbij antwoorden op vragen moeten worden ingesproken en zinnen moeten worden aangevuld met een woord of twee woorden. Ook de leestoets is veranderd. Bij de leestoets zijn alle vragen multiple choice, zodat een computer de toets gemakkelijk en snel kan nakijken.

### Voorbereiding
Om zich voor te bereiden op het basisexamen moet men de Nederlandse taal oefenen en zich enige kennis van de Nederlandse samenleving eigen maken. Men mag zelf weten hoe men zich wil voorbereiden, hier zijn geen regels voor. Wel is er door de overheid een oefenpakket samengesteld, dat kan worden gekocht. Daarnaast is er op internet veel gratis lesmateriaal beschikbaar.

## Vrijstelling
De volgende vreemdelingen hoeven het examen niet af te leggen:
- personen jonger dan 18 jaar;
- personen met de nationaliteit van een van de volgende landen; Australië, België, Bulgarije, Canada, Cyprus, Duitsland, Denemarken, Estland, Finland, Frankrijk, Griekenland, Groot-Brittannië (inclusief Noord-Ierland), Hongarije, Ierland, IJsland, Italië, Japan, Letland, Liechtenstein, Litouwen, Luxemburg, Malta, Monaco, Nieuw-Zeeland, Noorwegen, Oostenrijk, Polen, Portugal, Roemenië, Slovenië, Slowakije, Spanje, Tsjechië, Turkije, Vaticaanstad, Verenigde Staten, Zuid-Korea, Zweden en Zwitserland;
- personen met de Surinaamse nationaliteit die ten minste lager onderwijs in de Nederlandse taal hebben gevolgd in Suriname of Nederland en dit kunnen aantonen door middel van schriftelijk bewijs (verklaring, getuigschrift) afgegeven of gelegaliseerd door het Surinaamse ministerie van Onderwijs en Volksontwikkeling;
- personen die voor een tijdelijk doel naar Nederland komen, zoals studie, au pair, uitwisseling of medische behandeling;
- personen die de status hebben van ‘langdurig ingezeten onderdanen van derde landen’ indien zij in de lidstaat, die aan hen die status heeft verleend, aan de integratievoorwaarden hebben voldaan;
- personen met een werkvergunning, zelfstandigen en kennismigranten en de gezinsleden van deze drie groepen;
- gezinsleden van een asielzoeker die een verblijfsvergunning asiel heeft.

Daarnaast kan het zijn dat iemand het examen niet kan afleggen omdat hij een ernstig blijvend lichamelijk probleem heeft (zoals doofheid, blindheid en doofstomheid) of mensen met ernstige geestelijke problemen, die eveneens vrijgesteld kunnen worden voor het afleggen van dit examen, maar zij moeten zich in Nederland echter wel melden voor een onderzoek. De gemeente zal vervolgens beoordelen of men het tweede gedeelte van het inburgeringstraject in Nederland wél moet volgen.